# Girlanda

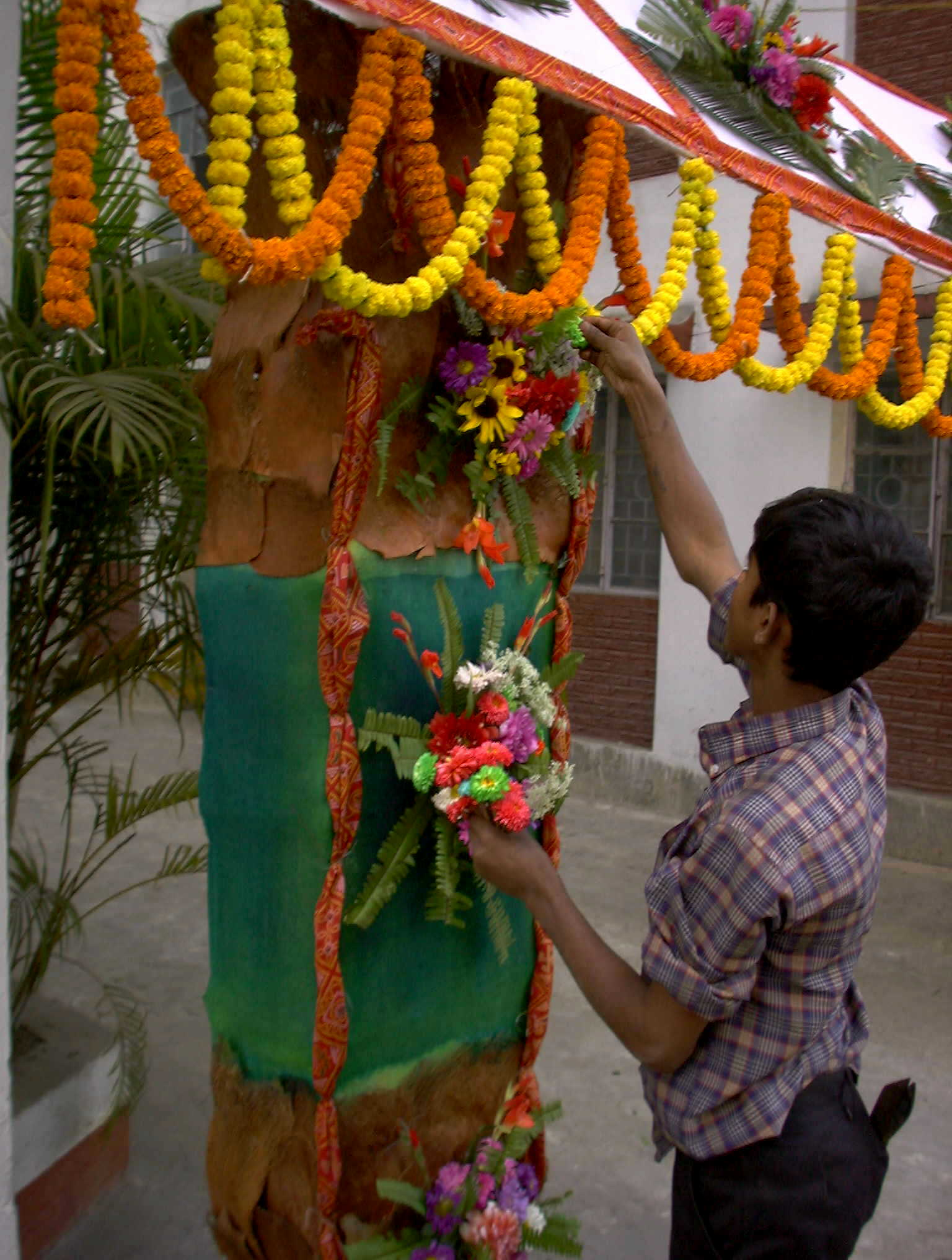
Girlandy na domě svatebčanů (Indie)

Girlanda (z ital.), neboli věncoví je ozdobný závěs aranžovaný z květin, větví nebo ovoce někdy doplněný stuhami, kterým se od starověku zdobily budovy, oltáře a náhrobky ke slavnostním příležitostem. Mezi jednotlivými závěsnými body je obvykle charakteristickým způsobem prověšen do oblouku.
Girlandy jsou zhotovovány více metodami. Časté je vázání, vypichování, proplétání a méně časté lepení. Jako floristická pomůcka je ve velkoobchodních prodejnách nabízen řetěz podložek z florexu, na němž lze girlandu snadno připravit. Výzdoba guirlandami neboli věncovím uvádí se již v dávných dobách řeckých i římských, kdy bez věncoví neobešla se žádná slavnost. popisuje Josef Vaněk v knize Moderní vazačství květin. Girlanda, jako dekorace v aranžování květin, je zdobena výhradně v dekorativním stylu.

## Jiné významy
V sochařství a v architektuře se často vyskytuje jako plastický ornament, nazývaný také feston. Feston je výraz pro úsek (sekvenci) delší girlandy.
Odvozeně je výraz girlanda používán i pro další závěsné, ale i jiné dekorace které působí liniemi.
Výraz girlanda je také používán jako označení některých znaků psaného projevu v grafologii.
Výrobci pásových dopravníků nazývají výrazem girlanda soustavu na sebe zavěšených valivých prvků, které slouží k přepravě materiálu. Tyto prvky tvoří velmi otevřený profil "U" nebo "V", jsou upevněny ve dvou nejvyšších bodech a materiál jimi prochází obloukem „girlandy“.
Girlanda je používané příjmení v Itálii (např. Rocco Girlanda.

Zobrazení girland jako ozdoby na reliéfní výzdobě v Pompejích.

## V jiných jazycích
V některých jazycích znamená girlanda také (kruhový) věnec, v angličtině a francouzštině označuje také vánoční řetězy a někdy se slova girlanda a feston užívají jako synonyma.

## Historie
Jde zřejmě o jednu z nejstarších aranžovaných úprav z květů nebo plodů a zeleně. Girlanda je mimo věnce uváděna jako základní vazačská forma v 9. století. Tradiční girlanda si zachovávala svoji podobu po celá staletí a používala se pro mnoho slavnostních příležitostí, jako jsou dožínky, vítání mocnářů a prezidentů, svatby, loučení s branci a odjezd vojáků na frontu, oslavy padlých hrdinů nebo slavnostní plesy.
Podle některých zdrojů je předpokládáno, že už od starověké Evropy byly vytvářeny girlandy a věnce, aby si dělníci vydělali peníze navíc v době mimo sklizeň až do Vánoc, kdy nebyla jiná práce. Tento zdroj předpokládá, že tyto starověké zvyky daly základ girlandě jako vánoční ozdobě. Také uvádí, že na počátku 19. století se přírodní zeleň stala vzácnější v lesích a na venkově a proto byly používány girlandy plastové. Tato teorie má však slabiny, vznik vánočních svátků je pozdější tradici a girlandy byly používány během náboženských svátků během celého roku a zřejmě u většiny kulturních národů na planetě. Plastové girlandy jsou navíc pozdějším zvykem.
V devatenáctém a na počátku 20. století se girlandy běžně používaly téměř při každé významné události jako slavnostní a příležitostná výzdoba sálů i rozlehlých exteriérů (například nádraží nebo i náměstí). V ČR se navazované aranžované girlandy používaly k vánočnímu ozdobení prodejen a někdy i domů ještě během 20. století.

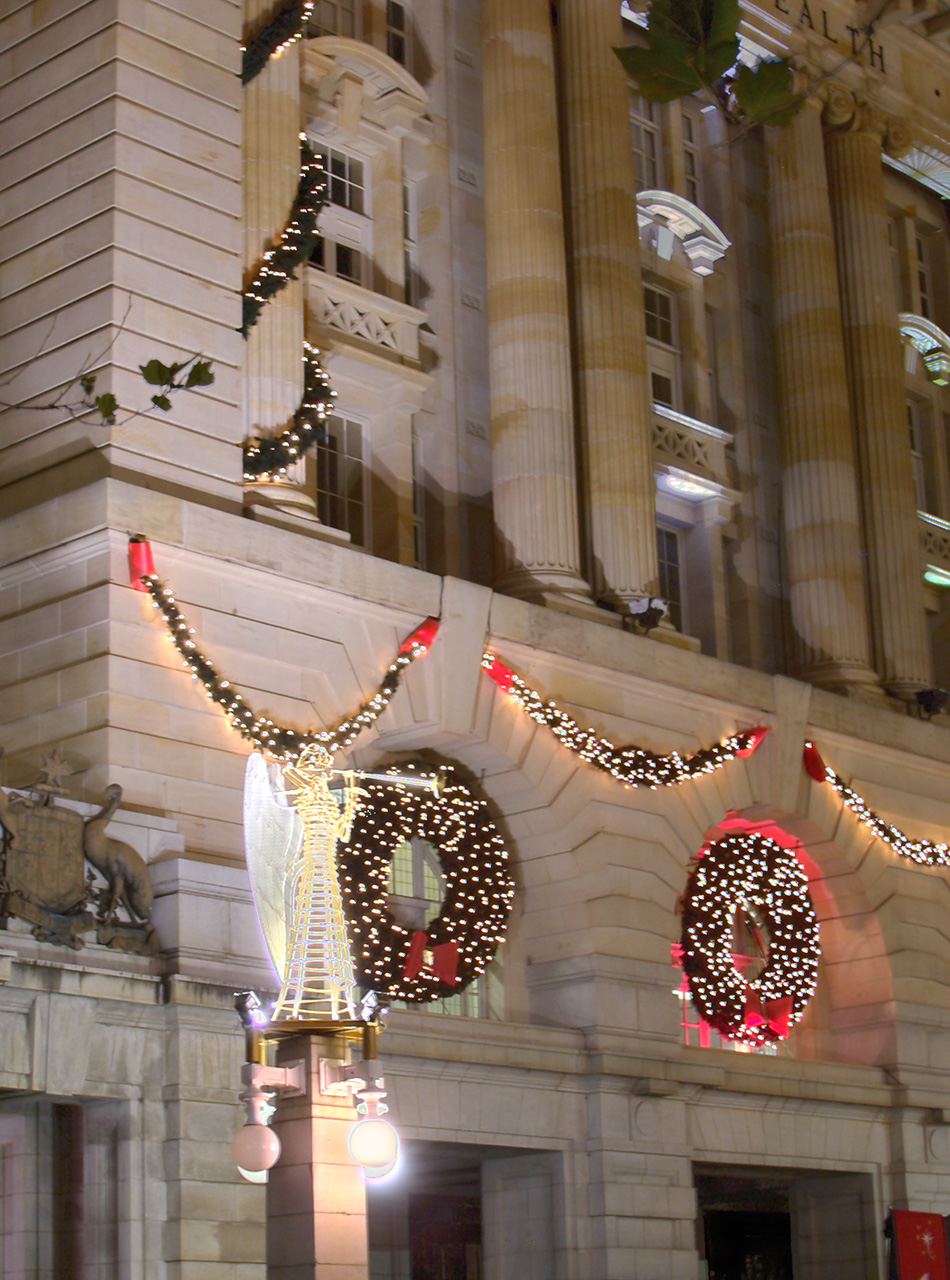
Vánoční výzdoba s osvětlením a girlandami, zřejmě plastovými, Perth
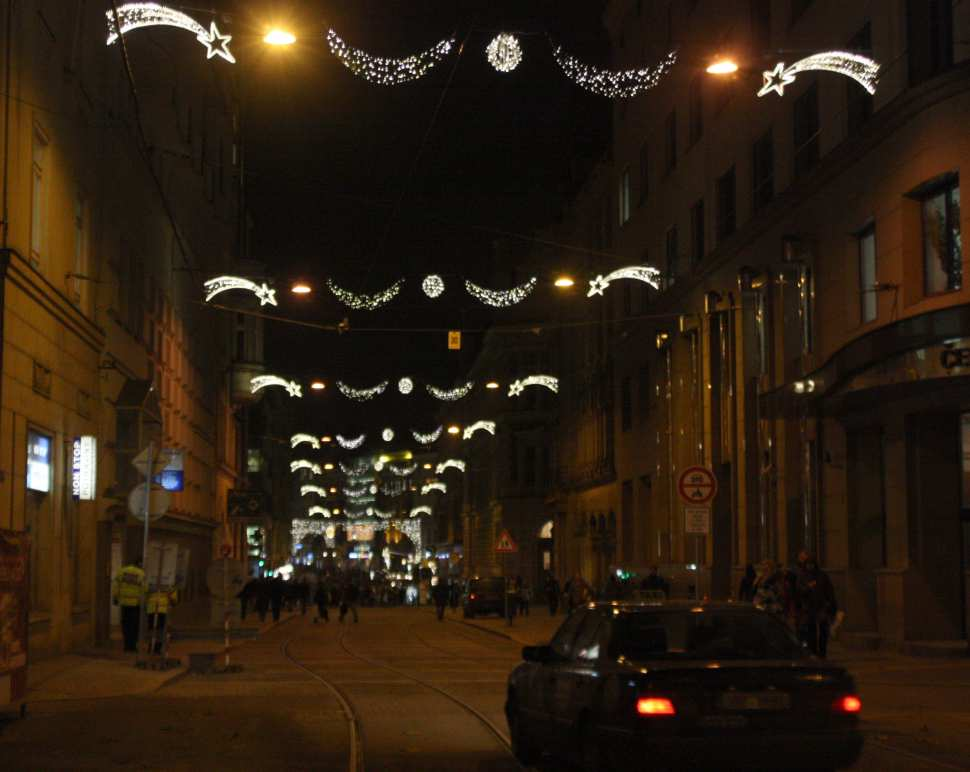
Světelné ozdoby napodobující girlandy
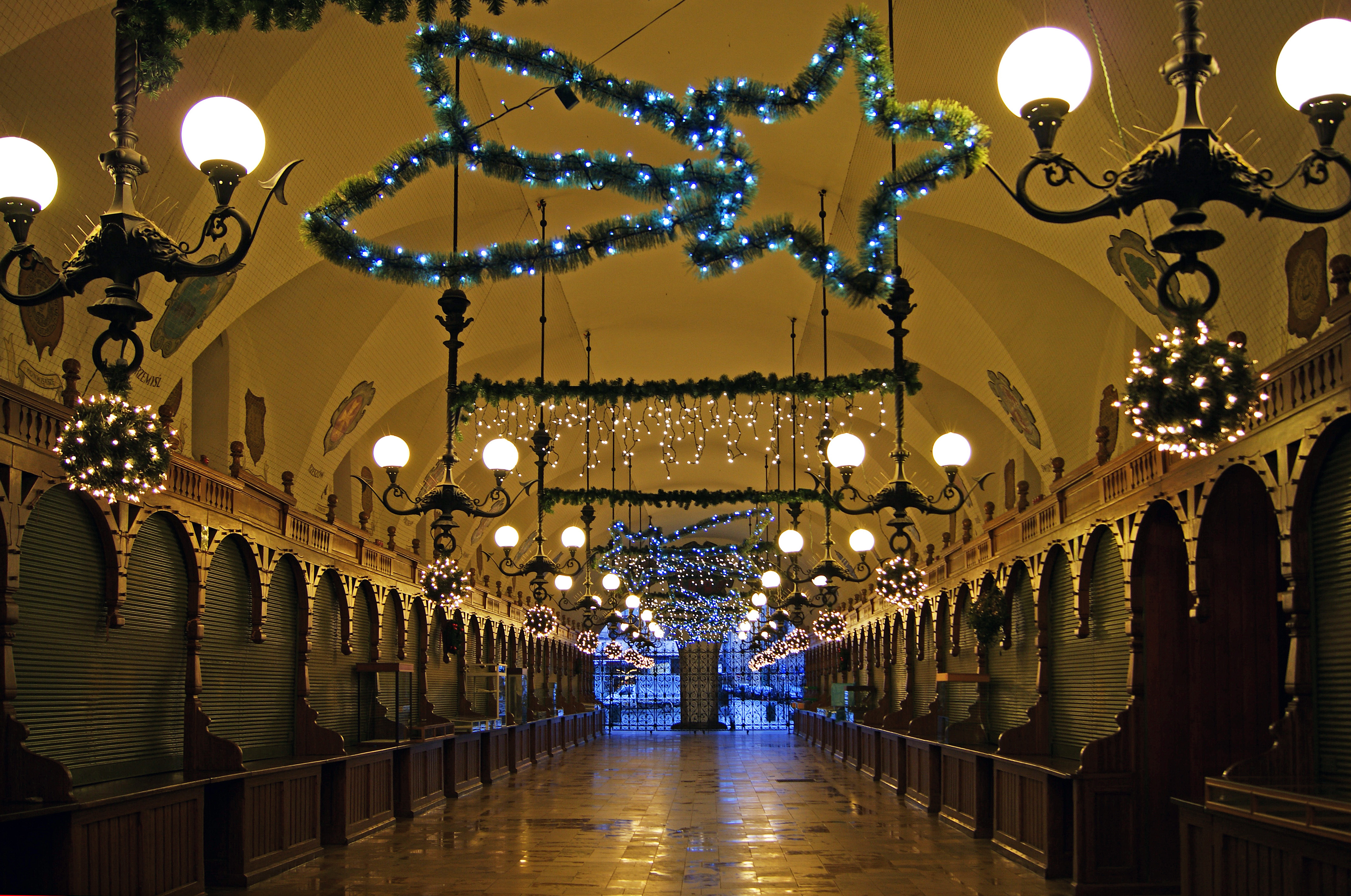
Girlandy z umělého chvojí, Polsko, Krakow
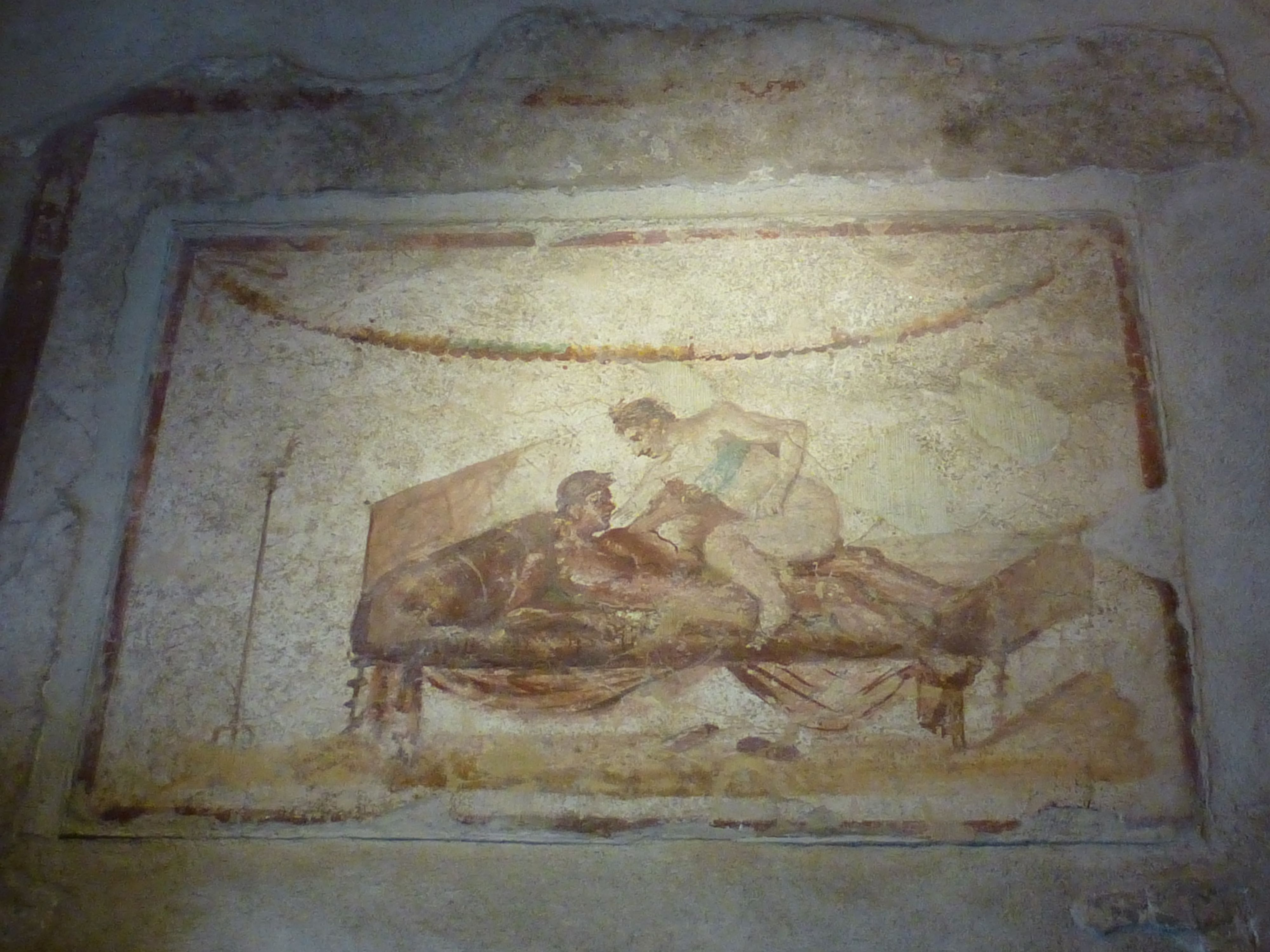
Jednoduchá girlanda zdobící fresky v lupanariu v Pompejích

Na přelomu 19. a 20. století poklesla obliba girland z listů. Levnější dekorace napodobující girlandy z papíru, celofánu a později plastu se staly během 20. století oblíbenějšími, ovšem použití klasických girland při výzdobě vánočních akcí a plesů přetrvávalo. V období dramaticky se zhoršující ekonomické situace na konci 20. století a počátku 21. století
[zdroj?] nahradilo v ČR u girland chvojí jehličnanů, plastové chvojí téměř zcela. Důvodem byla možnost používat dostatečně věrně napodobující plastovou ozdobu opakovaně. Tedy byla zvolena preference dlouhodobě ekonomicky výhodnějšího výrobku. I plastové výrobky tohoto typu není však zbožím jehož spotřeba je nezbytnou životní potřebou. Postupně používání plastových girland zcela vymizelo. V druhé dekádě 21. století tak nejsou klasické girlandy jako prvek výzdoby téměř používány. Například při výzdobě velkých vánočních oslav jsou nahrazeny opakovaně použitelnými světelnými řetězy. I tyto ozdoby si však, v rámci ekonomičnosti, pořadatel slavnosti někdy jen pronajímá.
Hinduistická tradice používá girlandu z květin nazvanou „varmala“. Je spojena se zvykem v souvislosti s indickými svatebními tradicemi, pocházejícími z dávné historie. Dospělá dívka mezi nápadníky označila zvoleného životního partnera tím, že mu zavěsila květinovou girlandu kolem krku. Po tomto úkonu je bez prodlení vykonán svatební obřad.

## Použití
„Věncoví je pás nebo lemovka, zhotovená ze vždyzelenů… …aby svojí zelení, ladně zavěšenou v různých kombinacích, ovinováním kol sloupů a zábradlí, zrcadel, balkonů… …přispělo k výzdobě předmětů které by jinak mrtvě působily, nebo aby jim dodalo náležité svěžesti,… …upozornilo, že výzdobou touto se jedná o radostnou nebo slavnostní náladu.“(Josef Vaněk, 1928) 
Girlandy z květin jsou dodnes typickou ozdobou staveb i lidí při slavnostech v Indii, věnčí se jimi budovy, sochy, oltáře, svatebčané nebo významné osobnosti. Girlanda symbolizuje hojnost a štěstí a ve starověku se často užívala i na náhrobcích. Tam se také už od 3. století př. n. l. objevuje jako plastický kamenný ornament, který se pak v evropském umění opět hojně vyskytuje v renesanci, v baroku a v klasicismu.

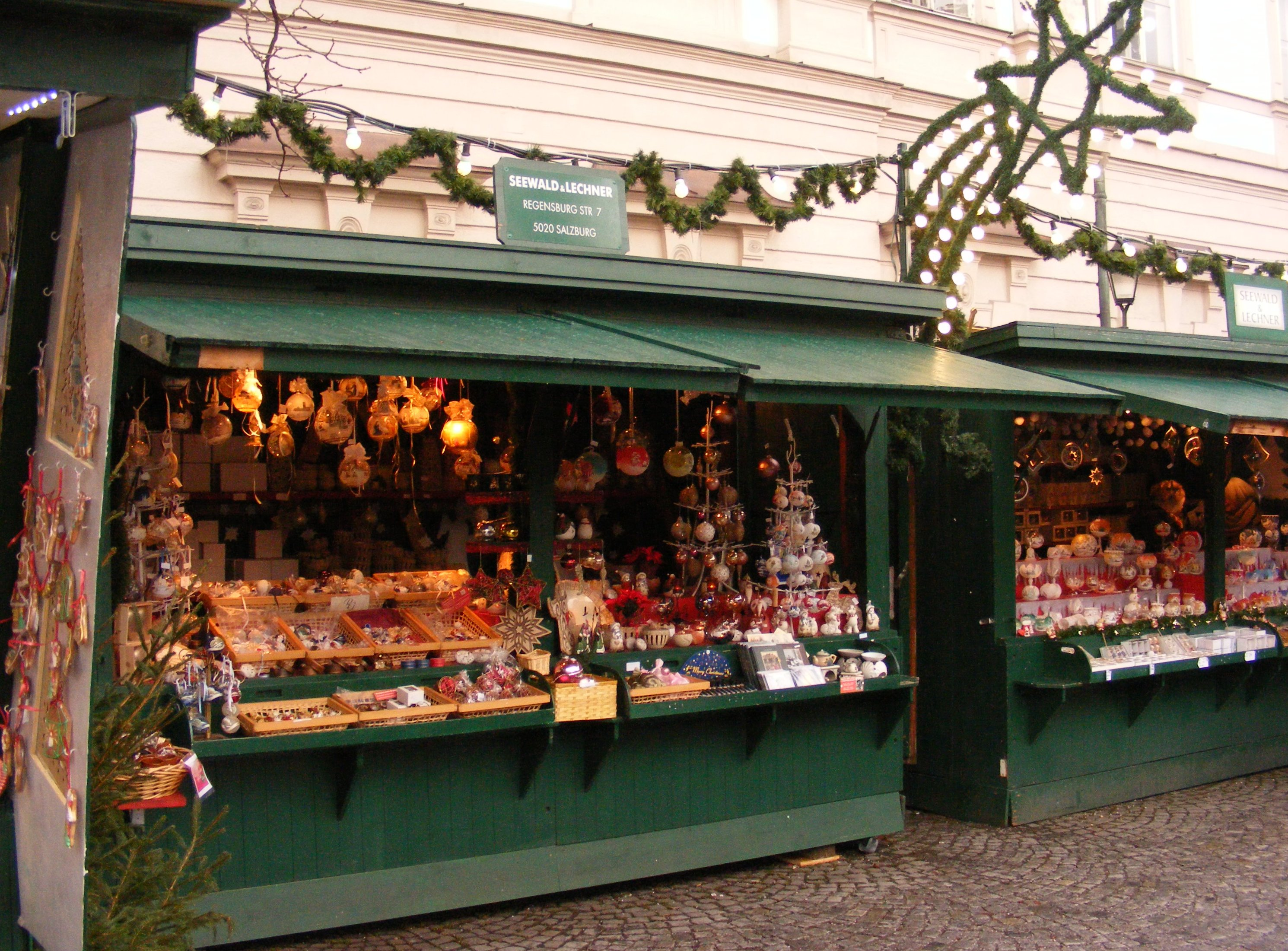
Girlanda z borovice v Salzburgu, s nepravidelnostmi (2012).

Použití girland jako ozdoby rakve, nebo otevřené rakve, zmiňuje učebnice aranžování z 20. století. Také publikace To je floristika uvádí použití girlandy provedené jako ozdoba automobilů či smuteční ozdoba rakve z plodů, chvojí, travin a květenství. Jiné publikace uvádějí i použití řezaných květin, s tím, že při použití nesmí voda stékat z girlandy, připravené jako vypichované z živých květů. Většina publikací doporučuje girlandu jako vánoční dekoraci dveří.

### Ve výtvarném umění a architektuře
Girlanda jako podélná vertikální nebo horizontální linie rámuje celek, zvýrazňuje nebo zvětšuje daný rozměr. Obloukovitá horizontální linie přitom působí dekorativně i bez ozdob. Zdobení girland bývá vždy pojato jako vedlejší dekorativní prvek. Bývá používána jako lem. Bohatě ozdobené, ovocem a květy, girlandy byly motivem používaným od římských dob přes období středověku a baroka do počátku 20. století. S rozvojem architektonických stylů které odmítají ozdoby a zdobnost jako součást stavby, přestaly být girlandy jako reliéf v architektuře používány. Podobně ve výtvarném umění, kdy prostota stylu či jeho emotivní pojetí, ale především strhující linie a zřetelné výrazy ploch, nedávají mnoho prostoru pro použití girland.

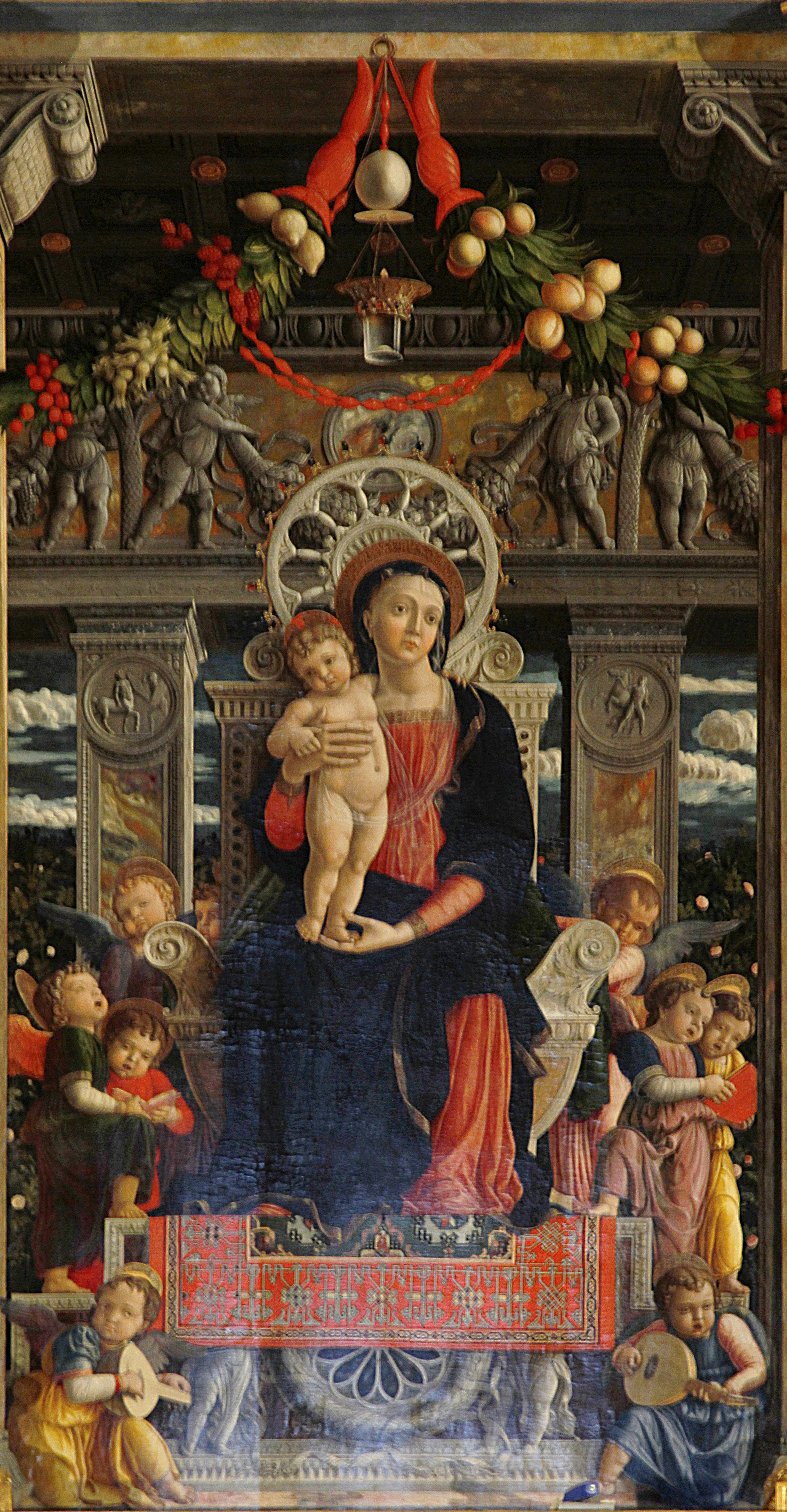
Použití plodů.
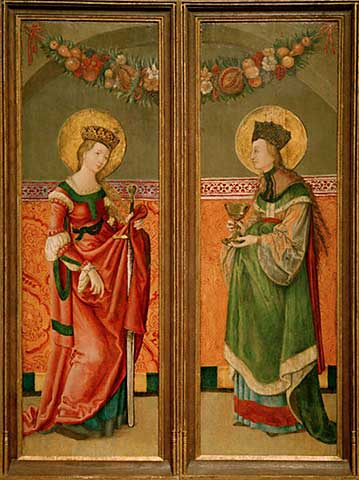
Dürer, girlanda na obraze.

## Zhotovení
Girlandy se dělají nejčastěji z květin, chvojí a kombinované z více druhů materiálů, a to obvykle namotáváním materiálu na šňůru, lano nebo drát. Odborná literatura z druhé poloviny 20. století uvádí že se girlanda nevyvazuje na podložku, je používán motouz nebo drát.
Josef Vaněk v roce 1928 zmiňuje jako příklad vhodného materiálu „mahón, buxus, Asparagus, jedli, buk, dub“. Jako materiál na který se navazuje uvádí drát nebo silný motouz.
Odborná literatura z první poloviny 21. století uvádí, že při použití připraveného podkladového materiálu florex lze počítat s delší životností použitých řezaných květin. Tyto girlandy jsou vytvářeny jako vypichované aranžmá. Dále uvádí například i možnost použít slaměné podložky pro girlandy.

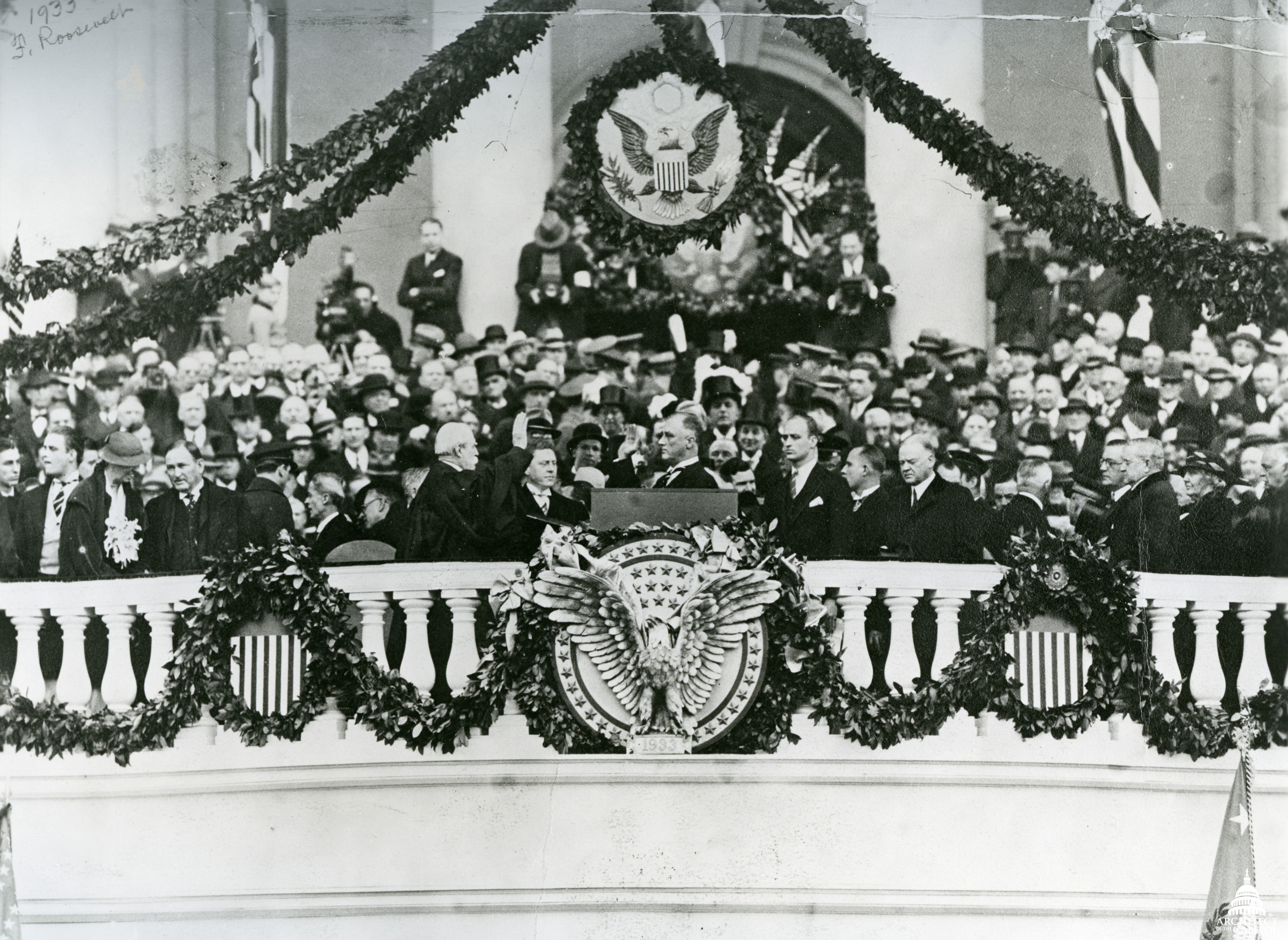
Girlandy z listoví na inauguraci Franklina D. Roosevelta.

Girlandy musí být zhotoveny pečlivě a pevně, protože se s nimi často manipulovalo a musela odolávat tvarovým změnám. Jejich profil by měl být stejný nebo pravidelně tvarovaný. Vaněk zmiňuje možnost upravit tvar nůžkami, protože tvar musí být pravidelný a stejnosměrný, s tím, že nestejnosměrnosti (zřejmě má na mysli nestejnoměrnosti, nepravidelnosti) působí rušivě. Na obou stranách byly zhotovovány úchyty, které se obvykle spojovaly při skladování a transportu.
Někdy je girlanda zhotovována proplétáním z několika prutů či větví. Aranžér vytvoří základní kostru a do ní jsou vplétány další materiály. Uvádí se i možnost zhotovit girlandu přilepováním materiálu na konstrukci.
V publikaci Floristické techniky je uváděn čas k zhotovení namotávané girlandy o délce 2 metry, zhotovené z živého chvojí s přízdobami, včetně přípravy veškerých materiálů, 60- 80 minut. K zhotovení vypichované girlandy o délce 6,5 metrů, zhotovené z řezaných rostlin a zeleně, včetně přípravy veškerých materiálů, stejná publikace uvádí potřebný čas 80 - 100 minut.
U girland v exteriérech je třeba počítat s vlivem povětrnosti, zejména srážek, které mohou girlandu zatížit a poškodit. Většina přízdob bývala vlivem počasí nevratně poškozena, s tím je třeba počítat i u výzdob girland z umělého chvojí. Živé materiály mívají, mimo girland připravovaných na Vánoce velmi krátkodobou životnost. Některé girlandy z květů, používané při stolování, mohou být esteticky znehodnoceny již během několika hodin. Girlandy jsou výrazným estetickým doplňkem, ekonomické použití takových ozdob je však třeba zvážit a přizpůsobit výběr materiálu záměru.

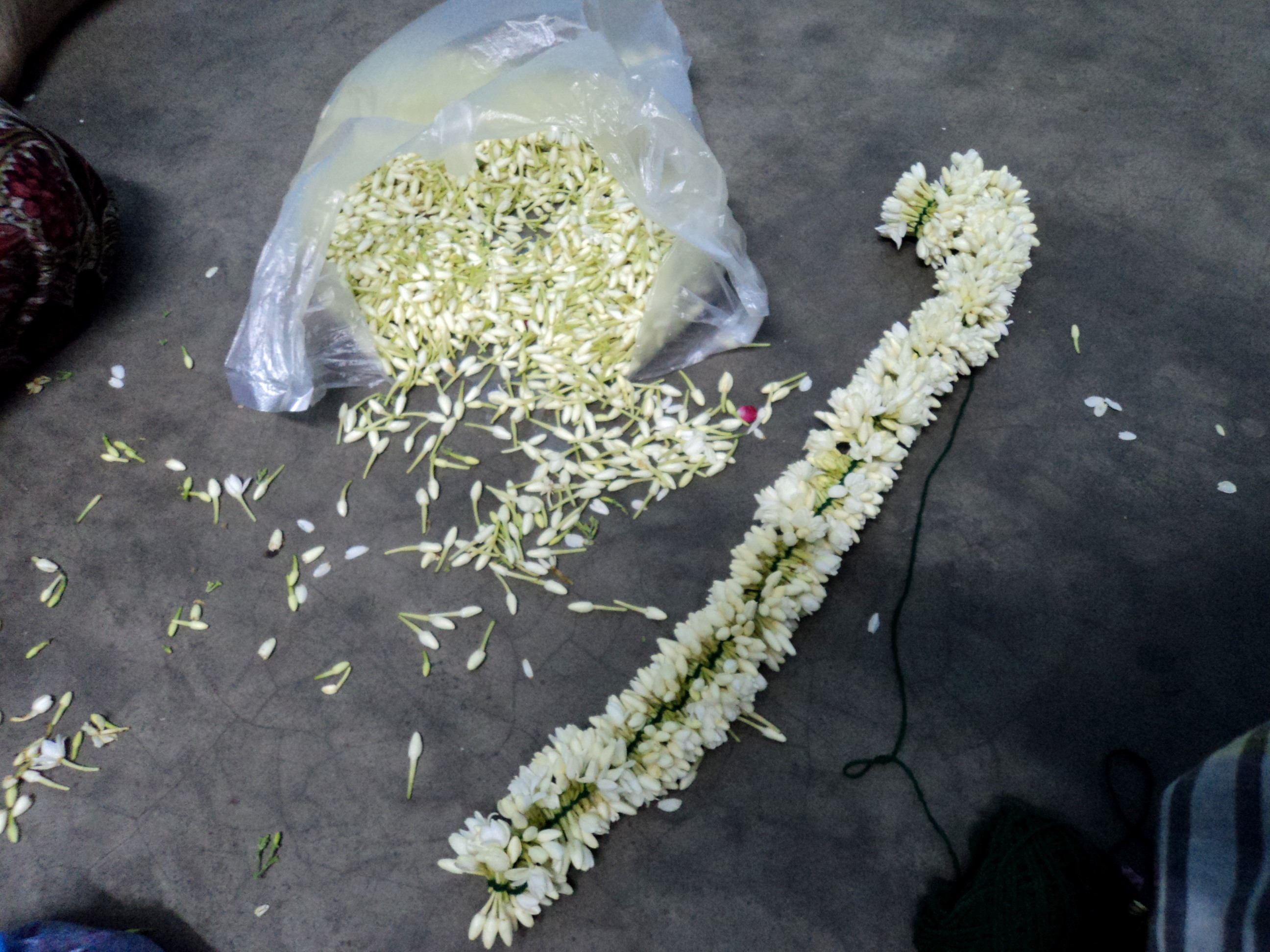
Navazovaná girlanda z květů.
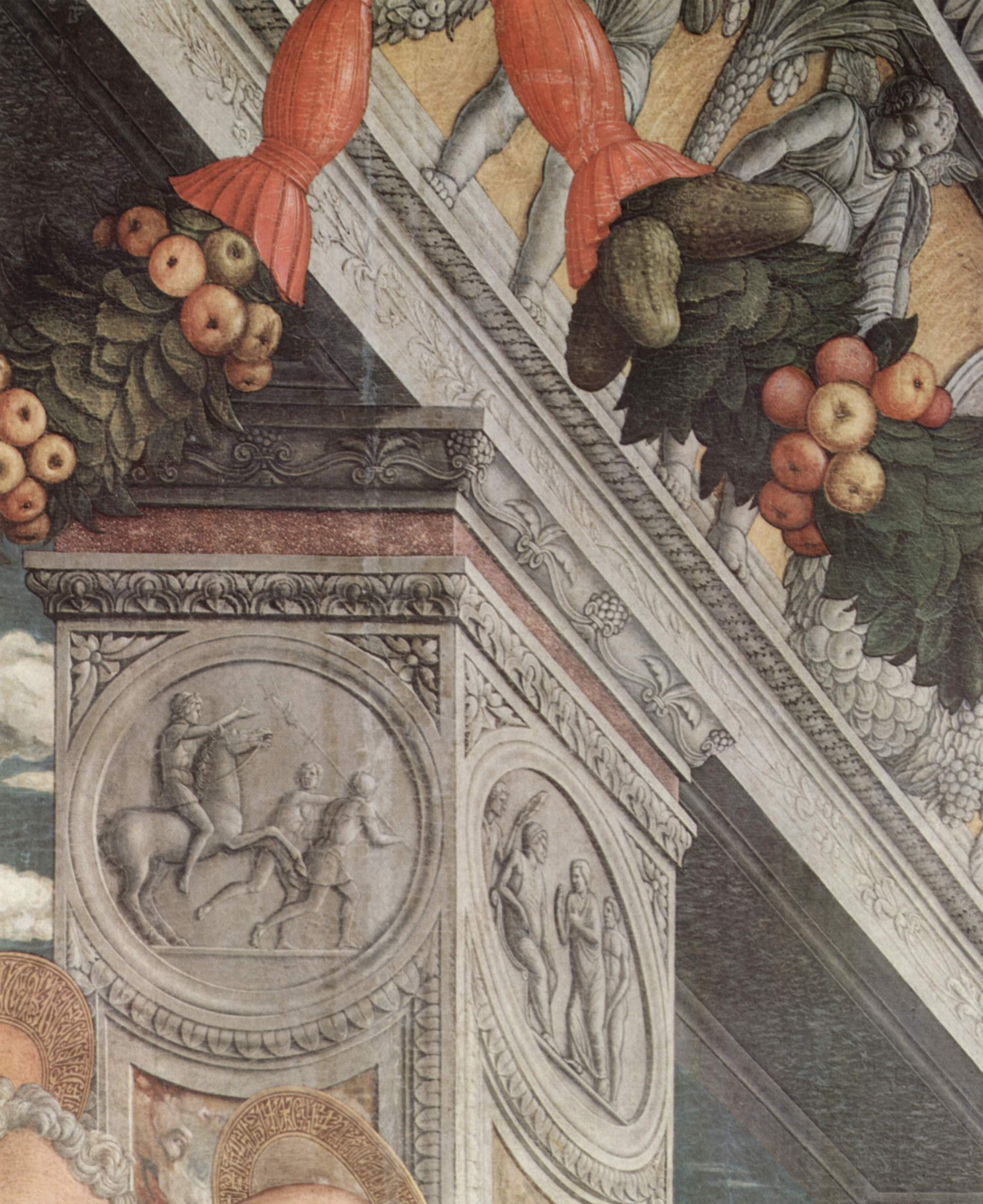
Zajímavý detail ukončení.
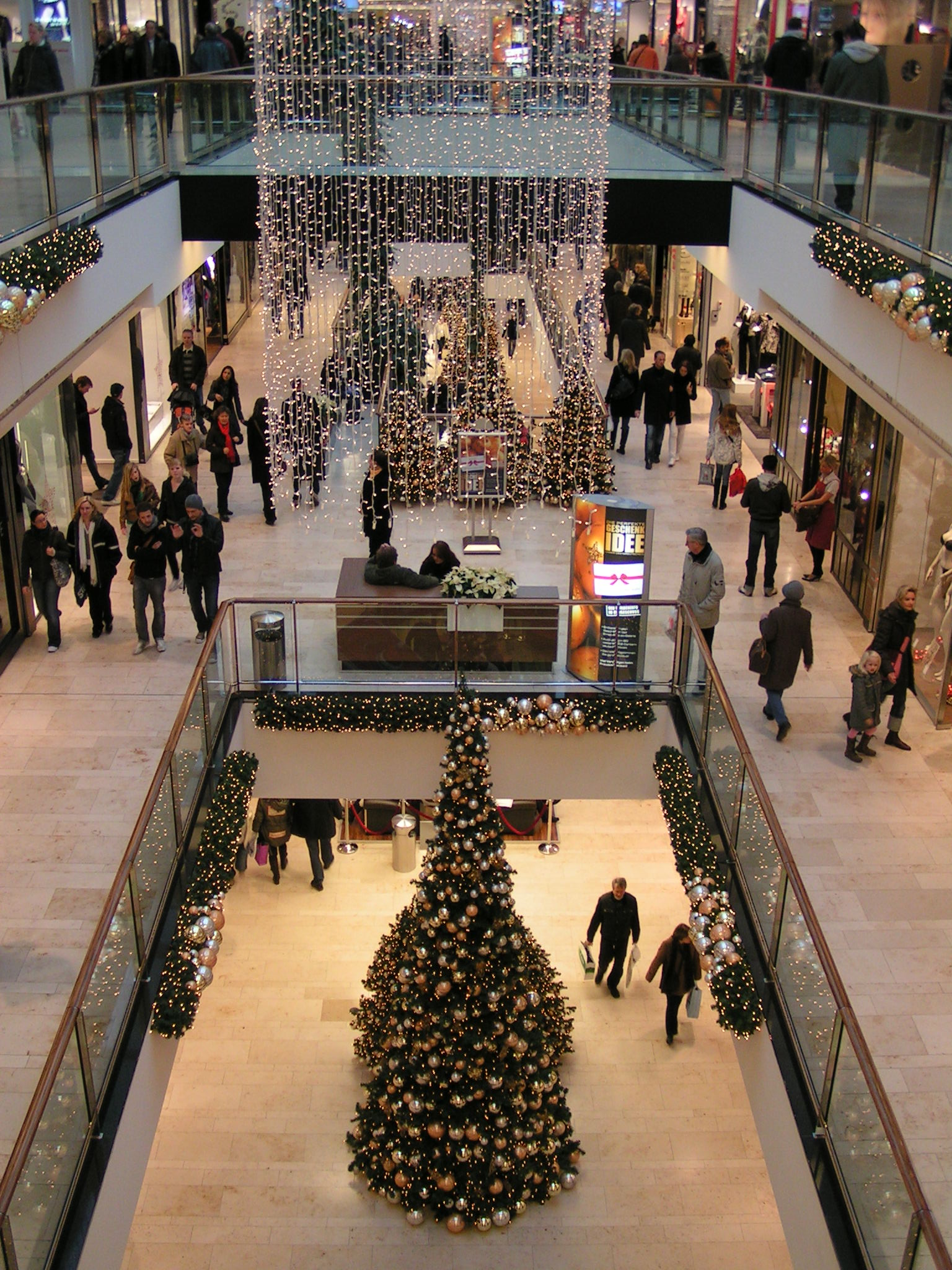
Girlandy z plastových dekorací.
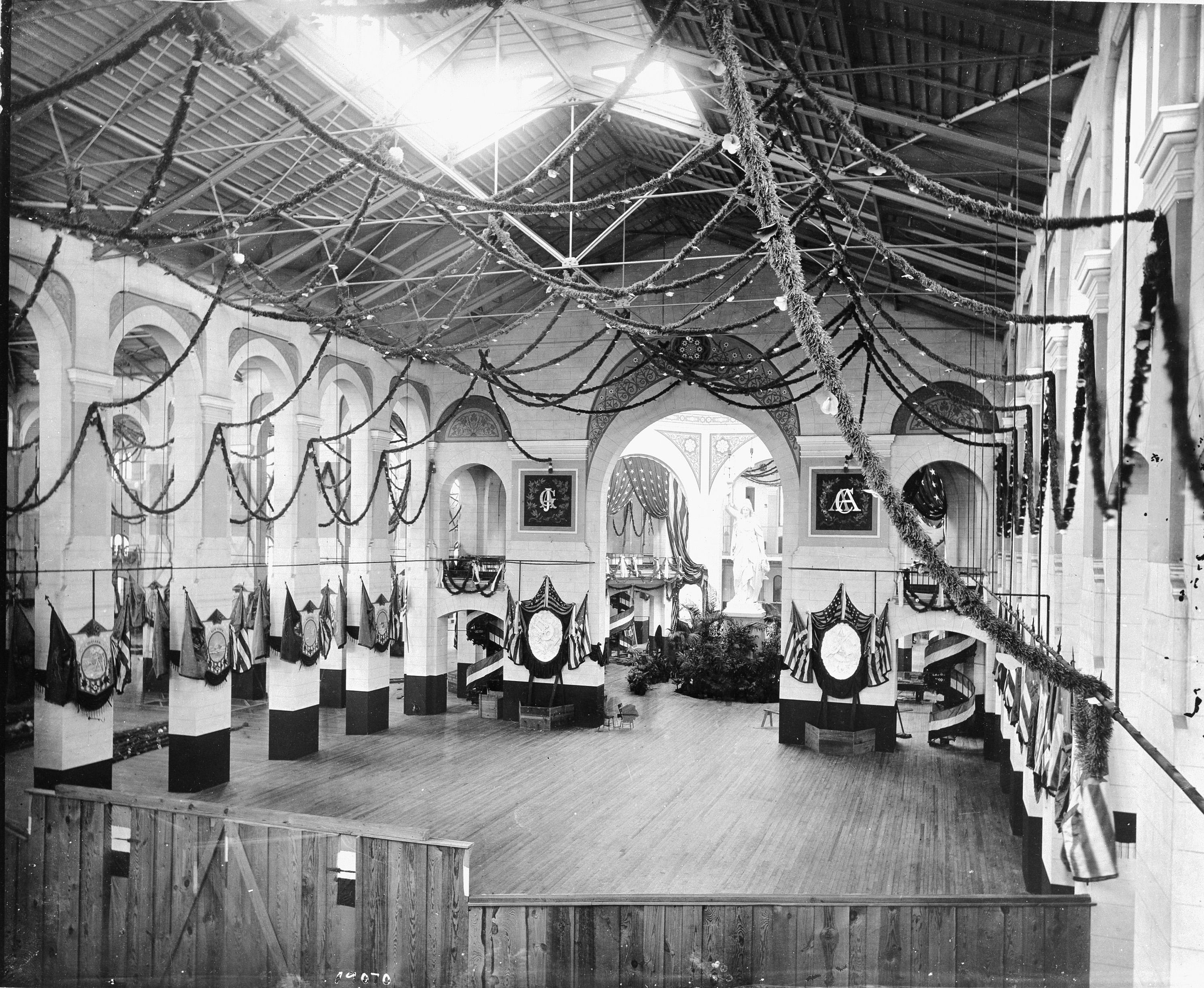
Výzdoba nové muzejní haly na inauguračním plese Jamese A. Garfielda v roce 1881.
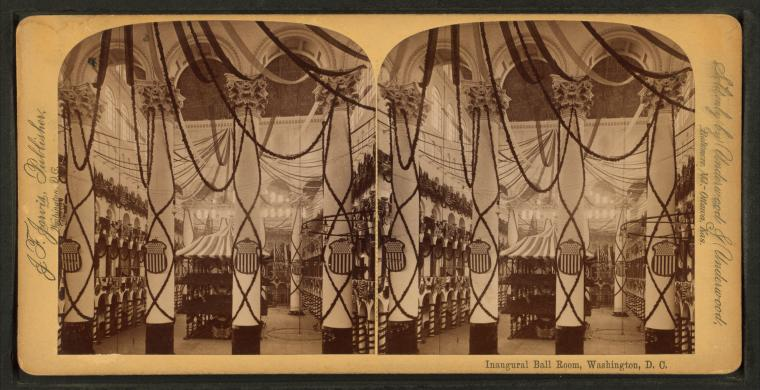
Výzdoba sálu mezi lety 1870 -1905.
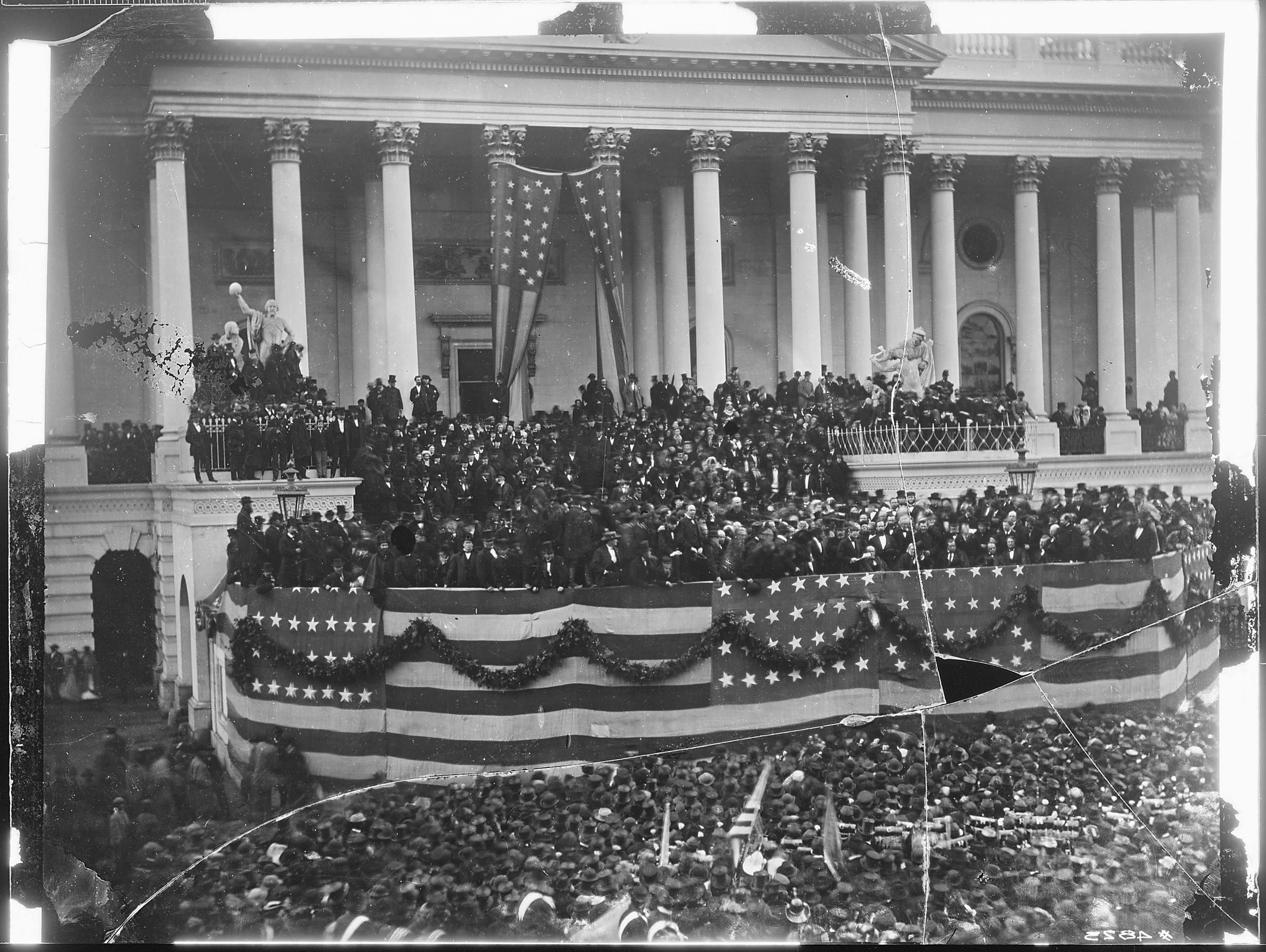
Výzdoba prostoru před budovou při inauguraci prezidenta Ulyssea Simpsona Granta.

## Rozdělení
Některé knižní publikace určené k vzdělávání v oboru aranžování květin uvádí zcela shodné rozdělení girland na stejné skupiny, podle stejných kritérií, a přinejmenším toto je důvodem jej zde zmínit, ačkoliv je jistě možné i jiné rozdělení.

### Podle příležitosti
Seznam podle zmínek v učebnici aranžování (Kubíčková, Dagmar, 1978):
- velikonoční girlandy - chvojí s jemnými jehlicemi a větvičky kvetoucích vrb s přirychlenými prvosenkami
- girlandy pro májové oslavy - břízy, tulipány, hyacinty, narcisy a pestré stuhy
- girlandy pro letní oslavy a festivaly - používány jsou především květy
- girlandy pro dožínkové oslavy, chmelobraní, vinobraní - používán je symbolický materiál, rostlina která byla sklízena. Například obilné klasy s květy máků, kopretin a lučních i lesních bylin, při chmelových dožínkách především chmel
- vánoční girlandy - chvojí s šiškami, baňkami, jmelím
- plesové girlandy - podle tematiky

Je zřejmé že některé zde uváděné materiály (primuly, máky, luční byliny) mají často životnost v řádu hodin, zvláště v interiéru, a pro tuto vlastnost je jejich širší použití nepraktické. Je možné nahradit tyto autory uváděné materiály vhodnými ve vlastní skladbě.

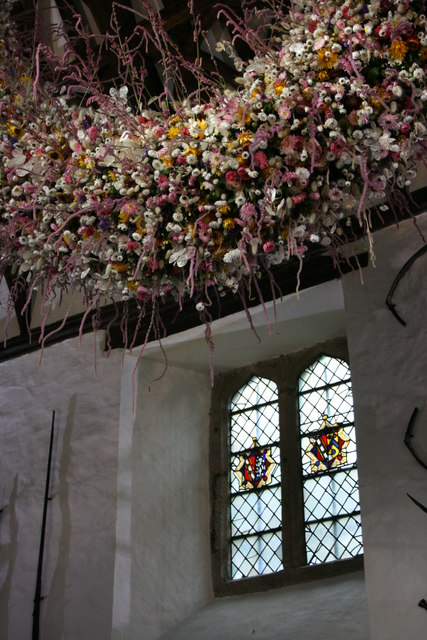
Cotehele House, vánoční girlanda v kostele ze sušených květin, materiál Helichrysum bracteatum, Limonium sinuatum, Limonium suworovii, Helipterum. Poněkud mohutná a vytvořená bez vztahu k svátku.

### Podle materiálu

#### Zelené girlandy
Obvykle bývaly zhotovovány z chvojí jehličnanů, ale někdy pro krátkodobé použití bylo používáno i větví listnáčů.

#### Květinové girlandy
Květinové girlandy bývaly používány v době kdy bývá dostatek květin. Květiny se svazují do menších svazků, kytiček a ty se přivazovaly na dát nebo motouz. Používány byly pivoňky, růže (polyantky), jiřiny pro velké a konvalinky, hrachory a frézie pro drobnější girlandy. Novější publikace doporučují pro řezané květiny použití florexu.

#### Kombinované girlandy
Kombinované girlandy byly zhotovované z různých druhů rostlin. Bylo kombinováno chvojí a další materiály včetně kvetoucích jív a přirychlených primulí.

## Ukázky

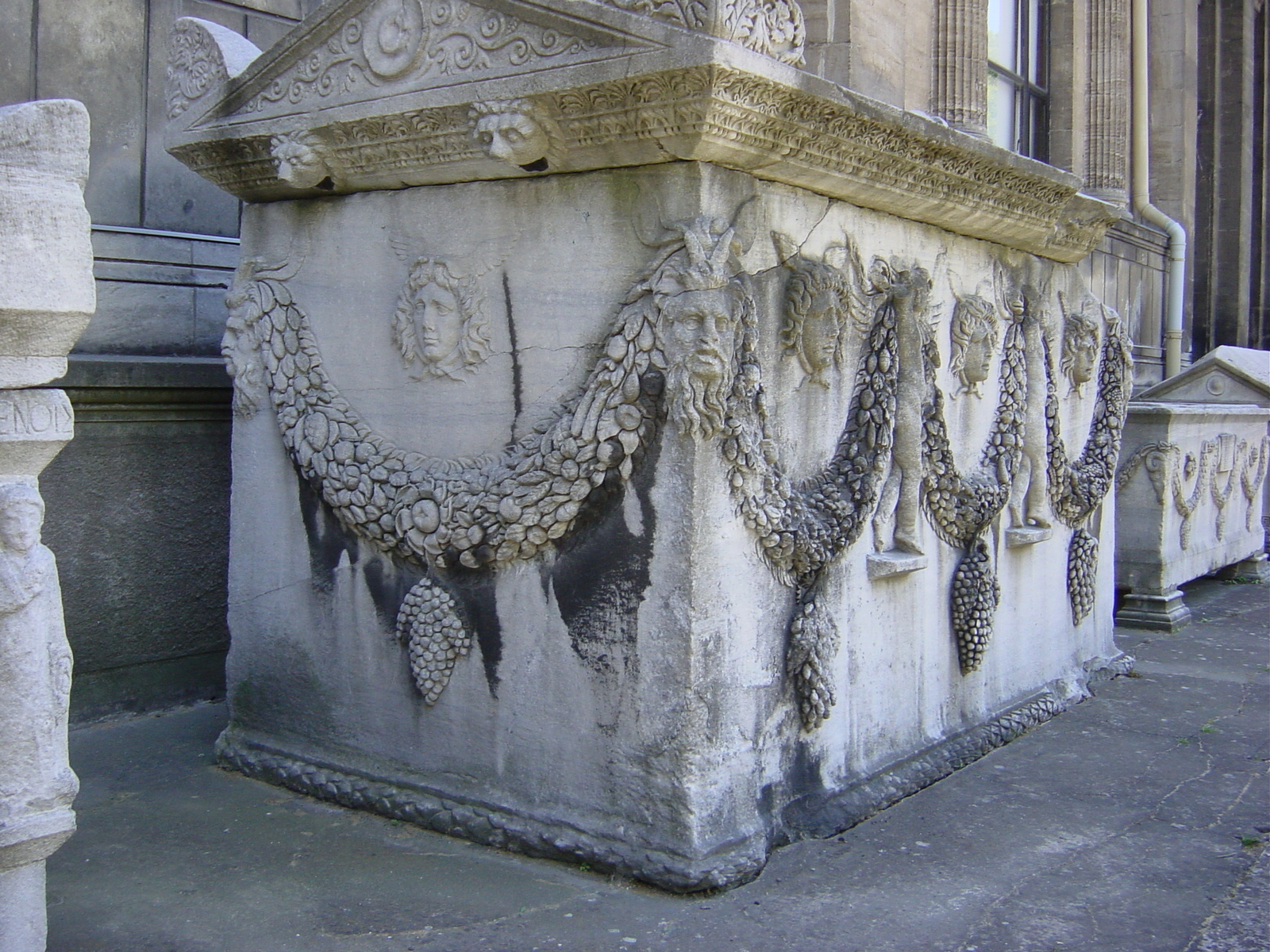
Antický sarkofág v muzeu v Istanbulu
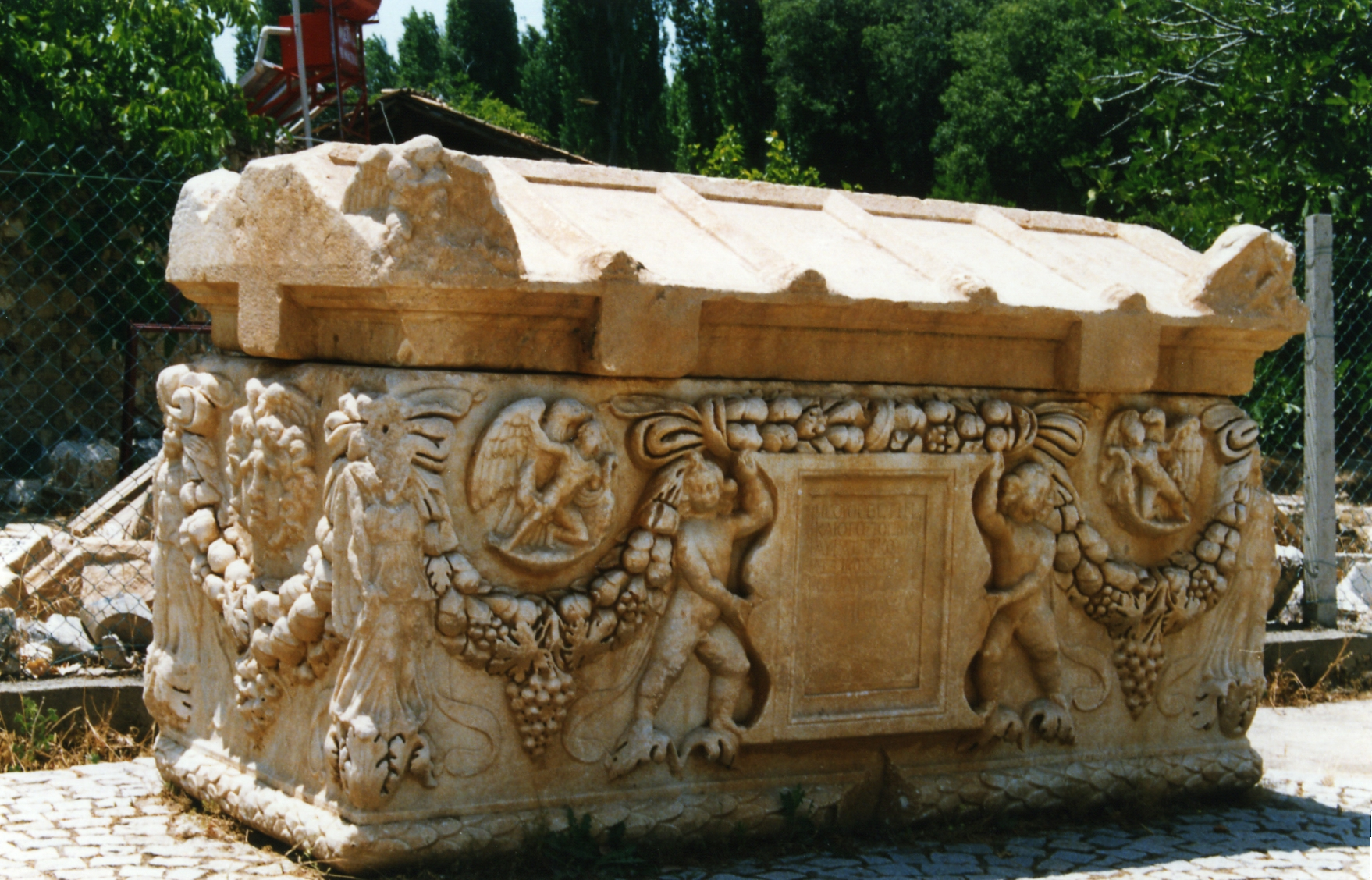
Helénistický sarkofág v Afrodisii (Turecko)
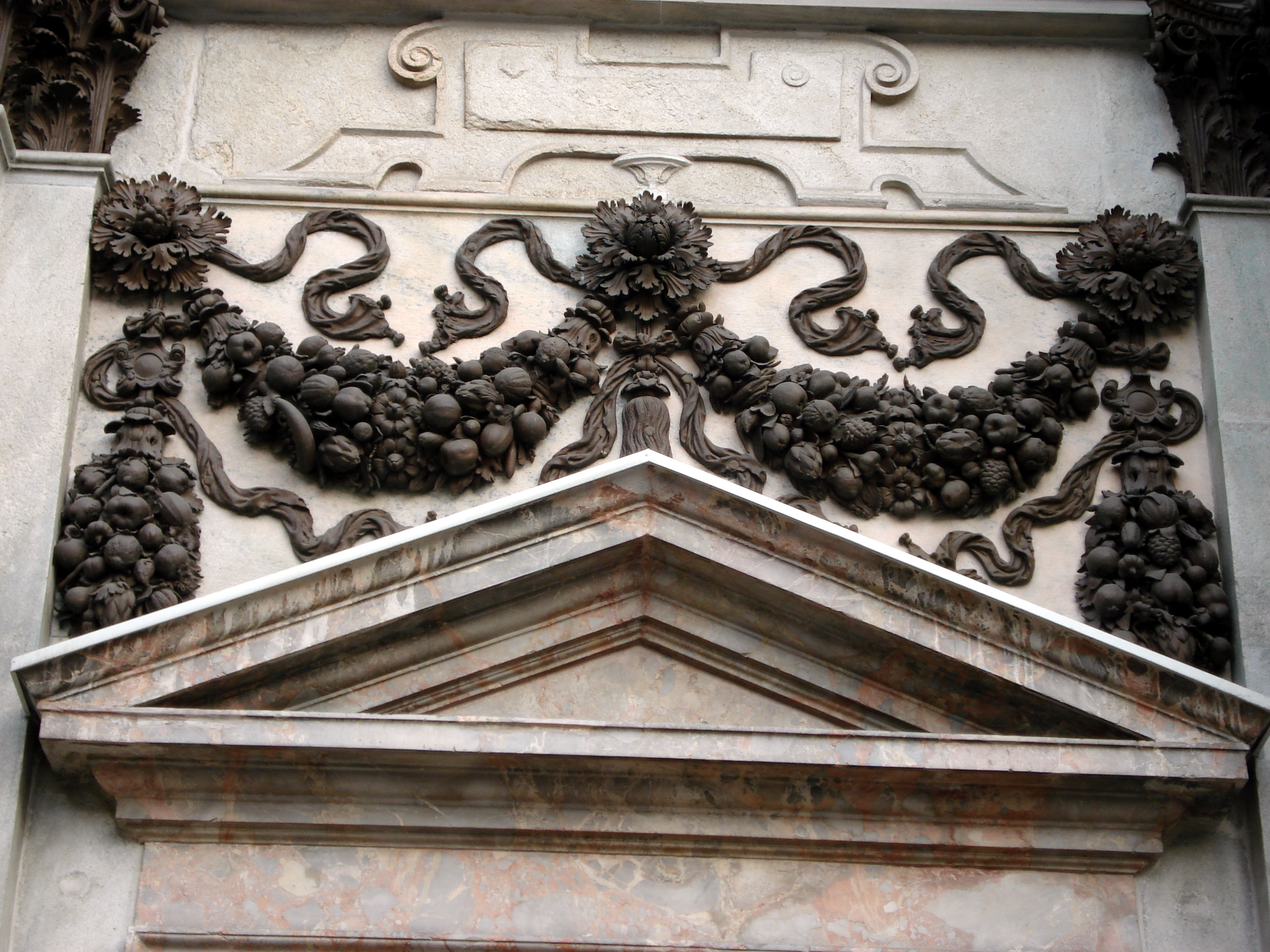
Girlandy na kostele S. M. dei Miracoli v Miláně
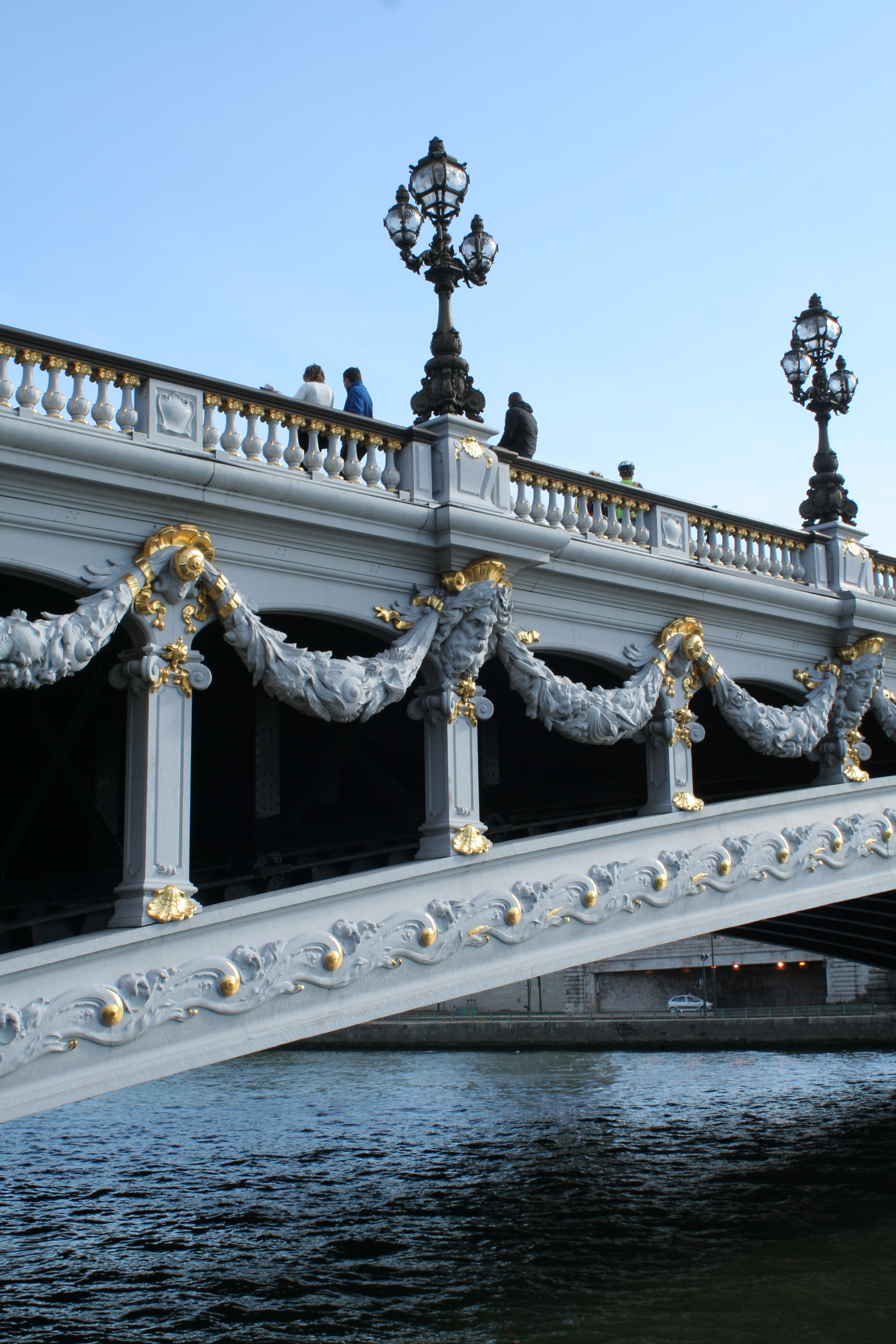
Most Alexandra III. v Paříži